# Pediocactus bradyi

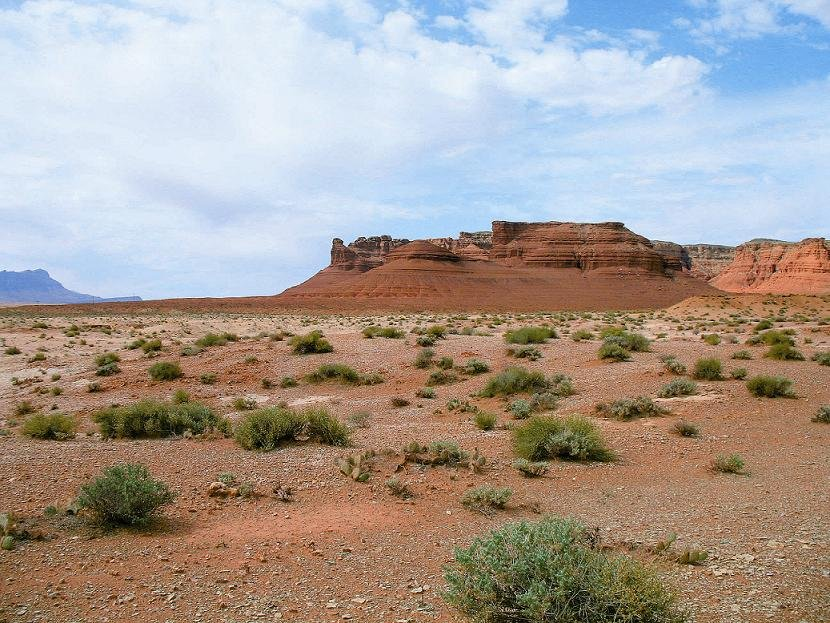
Der Lebensraum von Pediocactus bradyi.

Pediocactus bradyi ist eine Pflanzenart der Gattung Pediocactus in der Familie der Kakteengewächse (Cactaceae). Das Artepitheton ehrt den Geologen und Botaniker Lionel Francis Brady, der auf der Suche nach Fossilien die ersten Pflanzen am Colorado River entdeckte. Englische Trivialnamen sind „Brady Plains Cactus“ und „Marble Canyon Cactus“
Die Art ist bedroht und wurde in den Anhang I des Washingtoner Artenschutzabkommens zum Schutz gefährdeter Arten aufgenommen.

## Beschreibung
Der grüne, einzelne, selten gruppenbildende, Pflanzenkörper ist kugelig bis eiförmig und erreicht Wuchshöhen von 3,5 bis 6,2 cm mit Durchmessern von 2,5 bis 5 cm. Die unverzweigte Wurzel ist rübenförmig. Auf den zylindrisch-ovalen Warzen befinden sich elliptische, zottige, weiße oder gelbliche Areolen aus denen sehr selten 1 bis 2 Mitteldornen entspringen. Die 6 bis 18 unregelmäßig angeordneten, nadelförmigen Randdornen sind weiß bis gelblich und 5 mm lang.
Die glockenförmigen, unregelmäßig um den Scheitel erscheinenden Blüten sind 1,5 bis 2 cm lang. Die Blütenhüllblätter sind gelb bis weiß. Die Blühperiode ist im März. Die breiten, gewundenen Früchte haben eine Länge und einen Durchmesser von einem Zentimeter. Sie enthalten 3 bis 8 matte, dunkelbraune bis schwarze Samen, die innerhalb von 4 Wochen reifen.
Die Pflanzen ziehen sich während der Ruhephasen in den Boden zurück (Geophyt).

## Verbreitung, Systematik und Gefährdung
Pediocactus bradyi wächst endemisch im Coconino County von Arizona auf mit Kalksteinschotter bedeckten flachen Hügeln in Höhenlagen zwischen 900 und 1300 Metern. Er ist vergesellschaftet mit Sclerocactus parviflorus, Navajoa peeblesiana subsp. fickeiseniorum, Echinocactus polycephalus var. xeranthemoides, Echinocereus engelmannii var. variegatus, Opuntia nicholii, Opuntia basilaris und Yucca-Arten.
Die Erstbeschreibung erfolgte 1962 durch Lyman David Benson.
Nach Fritz Hochstätter werden folgende Unterarten unterschieden:
- Pediocactus bradyi subsp. bradyi
- Pediocactus bradyi subsp. despainii (S.L.Welsh & Goodrich) Hochstätter
- Pediocactus bradyi subsp. winkleri (K.D.Heil) Hochstätter

Pediocactus bradyi gehört innerhalb der Gattung Pediocactus zur Sektion Rhytidospermae.
In der Roten Liste gefährdeter Arten der IUCN wird die Art als „Near Threatened (NT)“, d. h. als gering gefährdet geführt.

## Bilder
Pediocactus bradyi:

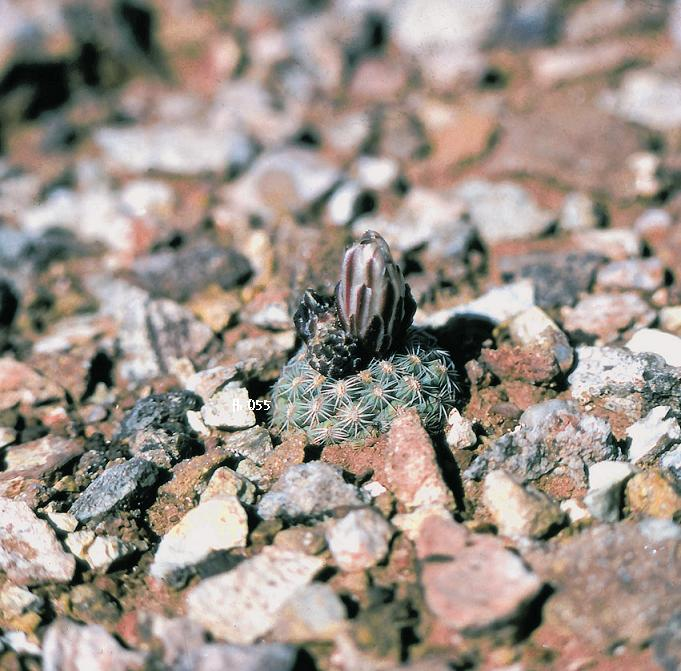
Mit Blütenknospen.
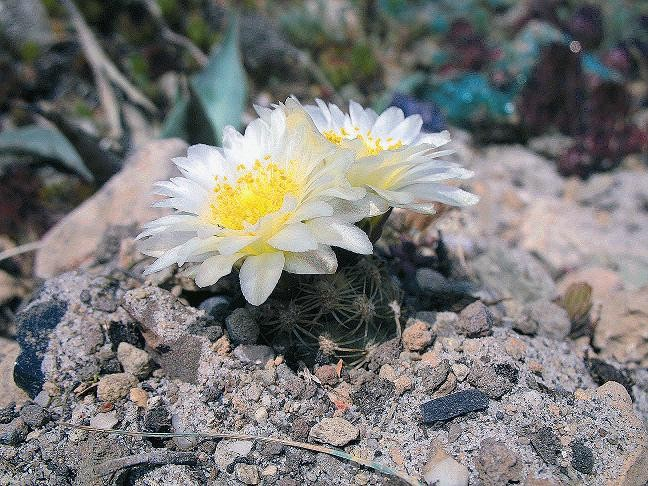
In Kultur.
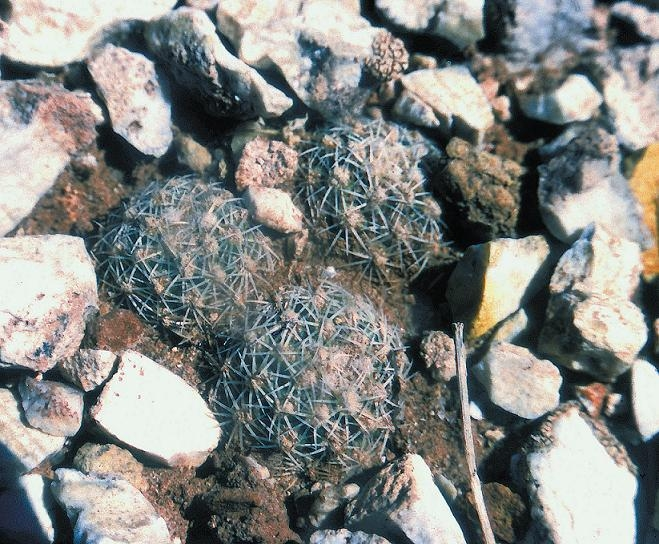
Nach der Blütezeit.